# 82丁目-ジャクソン・ハイツ駅
82丁目-ジャクソン・ハイツ駅（82ちょうめ-ジャクソン・ハイツえき、英: 82nd Street–Jackson Heights）はニューヨーク市地下鉄IRTフラッシング線の駅である。クイーンズ区ジャクソン・ハイツの82丁目とルーズベルト・アベニューの交差点に位置し、7系統が終日停車する。

## 歴史
この駅は1917年4月21日にIRTフラッシング線の終点であったクイーンズボロ・プラザ駅からアルバーティス・アベニュー駅（現：103丁目-コロナ・プラザ駅）までの延伸開通と共に開業した。
駅のホームは1955年から1956年にかけてホーム有効長を11両編成に対応にするために延長する工事を行った。

## 駅構造
| P プラットホーム階           |                                                                                 |                                          |
| 相対式ホーム、右側ドアが開く |                                                                                 |                                          |
| 南行緩行線                   | ← 34丁目-ハドソン・ヤード駅行き（74丁目-ブロードウェイ駅）                      |                                          |
| 急行線                       | ← 通過 →                                                                        |                                          |
| 北行緩行線                   | → フラッシング-メイン・ストリート駅行き（90丁目-エルムハースト・アベニュー駅）→ |                                          |
| 相対式ホーム、右側ドアが開く |                                                                                 |                                          |
| M                            | 改札階                                                                          | 改札口、駅員詰所、メトロカード自動券売機 |
| G                            | 地上階                                                                          | 出入口                                   |

駅は相対式ホーム2面と緩行線2線、急行線1線を有している2面3線の高架駅で、中央の急行線はラッシュ時に混雑方向へ向かう<7>系統が通過する。ホーム上には茶色の屋根を支える緑の柱が立っており、ホーム両端の屋根の無い部分は外壁もなく腰付近の高さの黒いフェンスが代わりに設置されている。駅名標はニューヨーク市地下鉄標準の黒地に白で「82 Street Jackson Heights」と書かれている物があり、ホームの改札階への2つの階段の間には外壁に大きく「82」と書かれている。

### 出口
駅の出入口の階段は木と煉瓦で造られており、床はコンクリート製である。改札階中央にきっぷ売り場があり、改札階両側に計2ヶ所改札口がある。両改札口には回転式改札機と各ホームへの階段がある。
- 階段1つ、ルーズベルト・アベニューと82丁目の交差点北東[7]。
- 階段1つ、ルーズベルト・アベニューと82丁目の交差点北西[7]。
- 階段1つ、ルーズベルト・アベニューと82丁目の交差点南西[7]。